# Tiraque
Tiraque es una localidad y municipio de Bolivia, capital de la provincia de Tiraque en el Departamento de Cochabamba. El municipio cuenta con una población de 21.231 habitantes (según el Censo INE 2012). La localidad se encuentra a 40 km de la ciudad de Cochabamba, la capital departamental, por la carretera nueva a Santa Cruz (Ruta Nacional 4).

## Historia
Los orígenes de Tiraque datan del siglo XVI, presumiblemente fundada el 24 de julio de 1566 por Cristóbal Barba de Alvarado, gobernador de la Provincia de Charcas, a quien pertenecía esa tierra por documento suscrito en la localidad de Tococala de los valles central del actual departamento de Cochabamba. Los primeros pobladores de Tiraque fueron migrantes de diferentes pueblos del valle cochabambino, llegando de Punata, Tarata, Arani, Cliza, Toco, Quillacollo, Sacaba, Vacas, algunos también desde el altiplano.
En 1872, Tiraque se constituyó como la Tercera Sección de la provincia de Punata con los cantones Tiraque, Vacas y Vandiola, en donde la principal actividad económica era la producción de coca que sacaban en mulas desde Vandiola hasta los mercados de Tiraque, Punata y Cochabamba. En 1914, se creó la Provincia de Arani, con Tiraque como la Segunda Sección. Sus cantones fueron los mismos que cuando pertenecían a Punata. En 1950, se intenta crear la Provincia Ismael Vásquez con Tiraque como capital. En 1972, se intenta nuevamente la creación de la Provincia Hugo Banzer con su capital Tiraque. Finalmente, durante el gobierno de Víctor Paz Estenssoro, mediante Decreto Supremo de fecha 15 de octubre de 1986 se crea la provincia de Tiraque con tres cantones: Tiraque, Palca y Germán Busch, en el trópico.
Tiraque era el único municipio de la provincia de Tiraque, hasta que el 4 de julio de 2009 se creó el municipio de Shinahota sobre el excantón de Central Busch a través de la Ley 4047 durante el gobierno de Evo Morales. lo que da a conocer que Tiraque fue creada el 15 de octubre de 1986, durante la presidencia de Víctor Paz Estenssoro.

## Geografía
Tiraque se encuentra geográficamente situada en la franja subandina, a una altura media de unos 4.200 m s. n. m.
La fisiografía del municipio es muy variada, contando con montañas altas con nevados, zona de puna, valles, yungas y llanuras subtropicales, con alturas que van desde 5.200 hasta 400 m s. n. m. Su clima es igualmente variado: frío y seco en las alturas, cálido y húmedo en el subtrópico.
Tiraque ocupa dos tercios de la parte sudoccidental de la provincia homónima al centro del departamento de Cochabamba. Limita al oeste y al norte con la provincia del Chapare, al noreste con el municipio de Shinahota, al este con la provincia de Carrasco, al sur con la provincia de Arani, y al sureste con la provincia de Punata.

## Demografía
De acuerdo con el censo boliviano de 2024, la población del municipio de Tiraque es de 18 190 habitantes.
La población del municipio disminuyó ligeramente entre 1992 y 2024:
| Año  | Habitantes (municipio) | Fuente |
| ---- | ---------------------- | ------ |
| 1992 | 19.270                 | Censo  |
| 2001 | 20.772                 | Censo  |
| 2012 | 21.113                 | Censo  |
| 2024 | 18.190                 | Censo  |

## Economía
La economía de Tiraque está basada principalmente en la agricultura con cultivos de papa, haba, cebada, oca y maíz en la zona alta, mientras que en la zona baja del trópico bananos, coca, yuca, pina, arroz, cítricos y palmito. La actividad pecuaria se basa en la crianza de ganado ovino y vacuno, y la pesca en los ríos. La explotación de recursos forestales es otra fuente importante de ingresos, juntó a actividades industriales como aserraderos, peladoras de arroz y empacadoras de piña y banano. La producción de chicha y tejidos artesanales son de relevancia en la zona alta.